# Tricentra biguttata
Tricentra biguttata är en fjärilsart som beskrevs av W. Warren 1906. Tricentra biguttata ingår i släktet Tricentra och familjen mätare. Inga underarter finns listade i Catalogue of Life.